# Kurodadrillia
Kurodadrillia é um gênero de gastrópodes pertencente a família Pseudomelatomidae.

## Espécies
- Kurodadrillia habui Azuma, 1975[2]